# St. Kilian (Kilianshof)

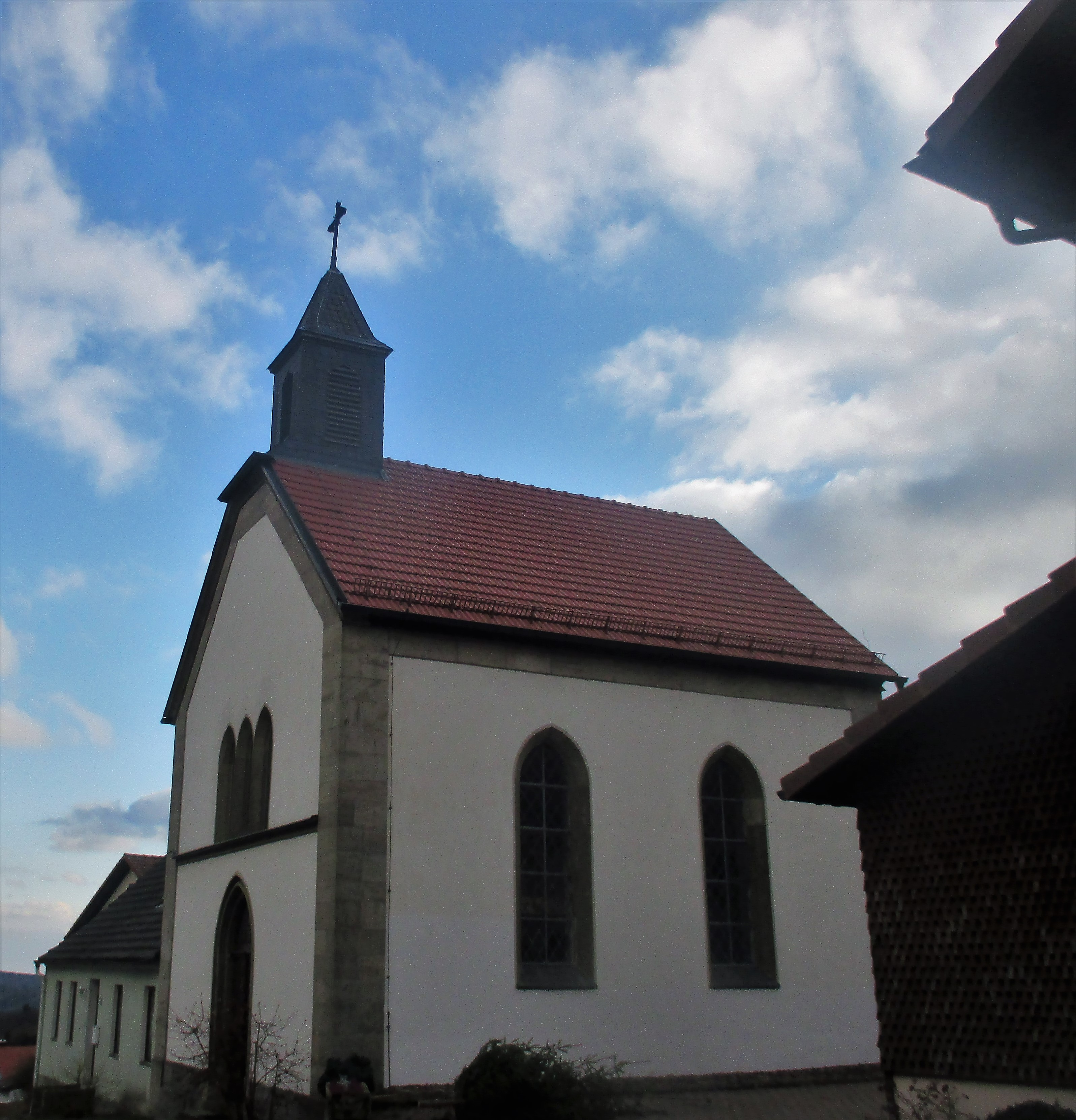
Die Kirche in Kilianshof

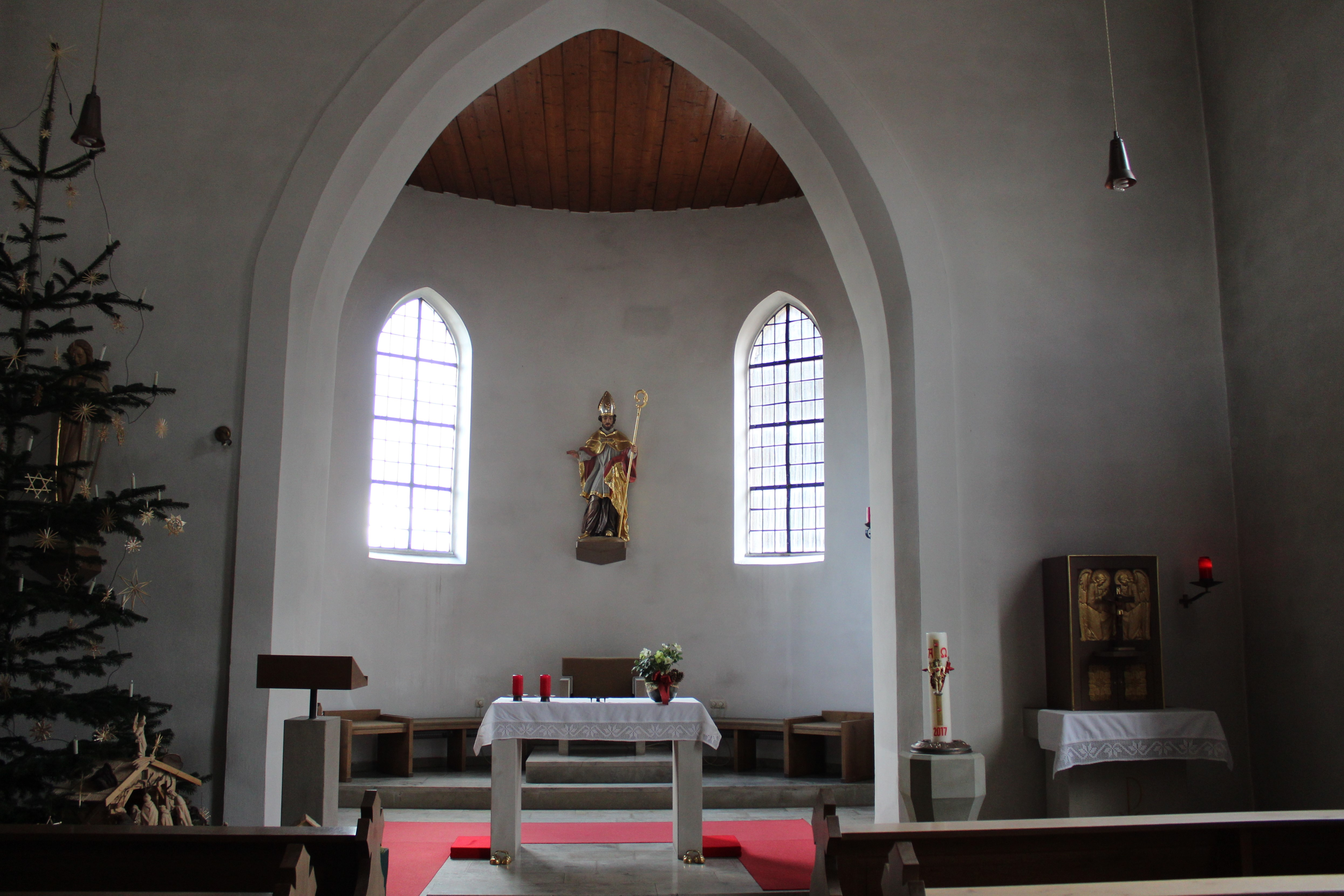
Das Innere der Kirche

Die römisch-katholische Filialkirche St. Kilian ist die Dorfkirche von Kilianshof, einem Ortsteil von Sandberg im unterfränkischen Landkreis Rhön-Grabfeld. Die Kirche gehört zu den Baudenkmälern von Sandberg und ist unter der Nummer D-6-73-162-7 in der Bayerischen Denkmalliste registriert. Kilianshof ist ein Teil der Pfarreiengemeinschaft „Die Walddörfer“.

## Geschichte
Kilianshof war über Jahrhunderte eine Filiale von Bischofsheim. Im Jahr 1932 wurde das Dorf nach Sandberg umgepfarrt. Das Langhaus der Kirche entstand in der zweiten Hälfte des 19. Jahrhunderts im neugotischen Stil. Im 20. Jahrhundert wurde der Chor angebaut.

## Beschreibung
Die Kirche ist nach Süden ausgerichtet. Das Langhaus mit Satteldach hat zwei Fensterachsen und in der nördlichen Giebelwand ein Drillingsfenster. Darüber erhebt sich ein Dachreiter. Der halbrunde Chor hat zwei Fenster. Sämtliche Kirchenfenster sind spitzbogig. Chor und Langhaus trennt ein spitzer Chorbogen. Beide besitzen eine Holzdecke.

## Ausstattung
Im Chor ist eine Figur des Kirchenpatrons Kilian und links vom Chorbogen der Muttergottes angebracht.
Ein Harmonium  mit einem Manual, einem Pedal und fünf Registern befand sich auf der Empore und war reparaturbedürftig. Eine erste Orgel erhielt die Kirchengemeinde mit der Segnung am 24. Juli 2018 durch den ehemaligen Würzburger Altbischof Friedhelm Hofmann. Sie stammt aus St. Mary´s Church in Maldon in Großbritannien und hat drei Register. Sie wurde von der Orgelbaufirma Hey aufgearbeitet und mit der Segnung offiziell der Gemeinde zur Gestaltung der Gottesdienste übergeben. Seit dem Jahr 1988 hängen im Dachreiter zwei Glocken mit den Tönen dis′′′ und fis′′.